# LaTonya Blige-DaCosta
LaTonya Blige-DaCosta (New York, 12 gennaio 1970) è una produttrice discografica e compositrice statunitense.
LaTonya negli anni 90 è stata la produttrice di alcuni progetti discografici della cantante, nonché sorella minore, Mary J. Blige tramite la MCA Records. Ha collaborato anche con la rapper Lil' Kim.